# Zeuzerinae
Los zeuzerinos (Zeuzerinae) son una subfamilia de lepidópteros ditrisios de la familia Cossidae con los siguientes géneros.

## Géneros
- Allocryptobia Viette, 1951
- Alophonotus Schoorl, 1990
- Aramos Schoorl, 1990
- Bergaris Schoorl, 1990
- Brypoctia Schoorl, 1960
- Butaya Yakovlev, 2004
- Carohamilia Dyar, 1937
- Cecryphalus Schoorl, 1990
- Eburgemellus Schoorl, 1990
- Eulophonotus Felder, 1874
- Hamilcara Barnes & McDunnough, 1910 (tentativo)
- Hermophyllon Schoorl, 1990
- Lakshmia Yakovlev, 2004
- Morpheis Hübner, 1820 (tentativo)
- Neurozerra Yakovlev, 2011
- Orientozeuzera Yakovlev, 2011
- Oreocossus Aurivillius, 1910
- Paralophonotus Schoorl, 1990
- Phragmacossia Schawerda, 1924 (tentativo)
- Phragmataecia Newman, 1850
- Polyphagozerra Yakovlev, 2011
- Pseudozeuzera Schoorl, 1990
- Psychonoctua Grote, 1865 (tentativo)
- Rapdalus Schoorl, 1990
- Relluna Schoorl, 1990
- Roerichiora Yakovlev & Witt, 2009
- Rugigegat Schoorl, 1990
- Schoorlea Yakovlev, 2011
- Schreiteriana D. S. Fletcher, 1982
- Tarsozeuzera Schoorl, 1990
- Voousia Schoorl, 1990
- Yakovlevina Kemal & Koçak, 2005
- Zeuroepkia Yakovlev, 2011
- Zeurrora Yakovlev, 2011
- Zeuzera Latreille, 1804
- Zeuzeropecten Gaede, 1930
- Xyleutini Houlbert, 1916
  - Acosma Yakovlev, 2011
  - Aethalopteryx Schoorl, 1990
  - Azygophleps Hampson, [1893]
  - Brephomorpha D. S. Fletcher, 1982
  - Brevicyttara D. S. Fletcher & Nye, 1982
  - Catoxophylla Turner, 1945
  - Chalcidica Hübner, 1816
  - Duomitus Butler, 1880
  - Endoxyla Herrich-Schäffer, 1854
  - Panau Schoorl, 1990
  - Sansara Yakovlev, 2004
  - Sinjaeviella Yakovlev, 2009
  - Skeletophyllon Schoorl, 1990
  - Strigocossus Houlbert, 1916
  - Sympycnodes Turner, 1932
  - Trismelasmos Schoorl, 1990
  - Xyleutes Hübner, 1820